# Foveran
Foveran (gälisch: Fobharan) ist eine Ortschaft in der schottischen Council Area Aberdeenshire (einer der 32 Verwaltungsbezirke Schottlands) und liegt knapp zwanzig Kilometer nördlich von Aberdeen unweit der Nordseeküste. Der Name stammt vom Wort fuaran, das in der schottisch-gälischen Sprache einen Ort mit einer Quelle bezeichnet.
Die territoriale Widmung des bis heute existierenden erblichen Adelstitels Turing Baronet bezieht sich auf diesen Ort. Der Titel wurde 1638 für John Turing († 1662) geschaffen, der Herr der feudalen Baronie Foveran war. Des Weiteren existierte ein Adelstitel Forbes Baronet, dessen territoriale Widmung sich ebenfalls auf Foveran bezog; dieser wurde 1700 für Samuel Forbes († 1717) geschaffen und ruht seit dem Tod des 3. Baronets im Jahr 1760.